# Herniaria cinerea
Herniaria cinerea är en nejlikväxtart. Herniaria cinerea ingår i släktet knytlingar, och familjen nejlikväxter.

## Underarter
Arten delas in i följande underarter:
- H. c. cinerea
- H. c. euphratica

## Bildgalleri

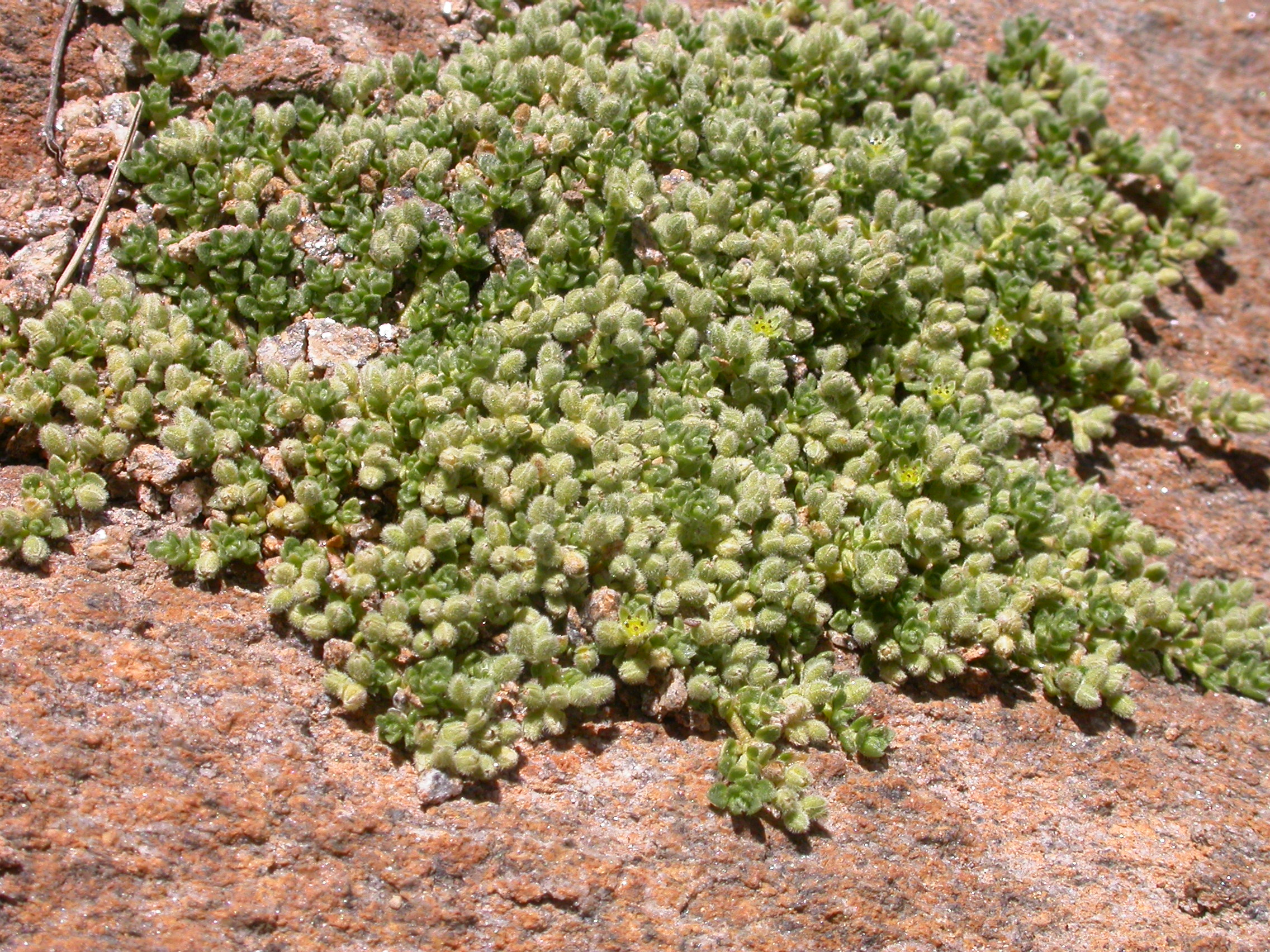
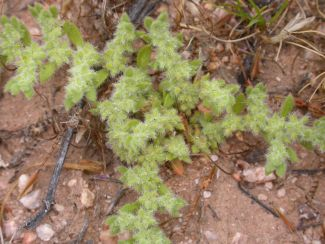
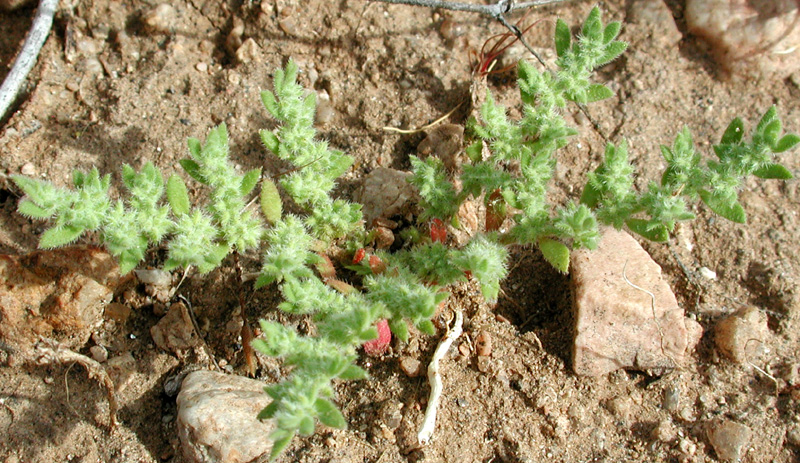